# 蒲葵島
蒲葵島（びろうじま）は、高知県幡多郡大月町に属する周囲約2kmの無人島である。
島内全域が足摺宇和海国立公園に属しており、ビロウやアコウなどが繁茂している。また、全国に数か所しかないオオミズナギドリの繁殖地としても知られている。
このオオミズナギドリの糞がグアノを形成しており、1906年（明治39年）より採掘事業が開始される予定であった。しかし、地元漁師らが採掘によりオオミズナギドリの繁殖が出来なくなると反対し、掘削許可が取り消されている。